# Center for Research Libraries
O Center for Research Libraries (também conhecida pelo acrônimo CRL) é um consórcio de bibliotecas, colégios e bibliotecas de pesquisa dos Estados Unidos. O consórcio adquire e preserva recursos tradicionais e digitais para pesquisa e ensino e disponibiliza-os para as instituições membro através do empréstimo interlivrarias e distribuição eletrônica. Foi fundado em 1949.

## Administração e participação
O CRL é regida por um Conselho de Administração composto por diretores de bibliotecas das instituições associadas. As bibliotecas associadas contribuem com uma porcentagem de seu orçamento como taxa anual. Muitas bibliotecas são associadas à CRL através de consórcios aos quais pertencem.

## Projetos de digitalização
O CRL digitaliza itens a serem anviados mediante empréstimo e também cria coleções digitais de seus acervos físicos.

## Coleções
O CRL abriga extensas coleções de jornais, teses de doutorado internacionais, documentos e publicações governamentais, séries internacionais e monografias em língua russa.
De particular interesse é o "Projeto de Imagens de Publicações Oficiais Brasileiras". O acervo contém
- Mensagens dos Presidentes das Províncias (1830-1930)
- Mensagens Executivas (1889-1993)
- Almanak Administrativo, Mercantil e Industrial do Rio de Janeiro (1844-1889)
- Relatórios Ministeriais (1821-1960)